# Augnat
Augnat ist eine französische Gemeinde mit 196 Einwohnern (Stand: 1. Januar 2022) im Département Puy-de-Dôme in der Region Auvergne-Rhône-Alpes (vor 2016: Auvergne). Sie gehört zum Arrondissement Issoire und zum Kanton Brassac-les-Mines (bis 2015: Kanton Ardes).

## Geografie
Augnat liegt 41 Kilometer südsüdöstlich von Clermont-Ferrand am Ostabhang des Zentralmassivs. Augnat wird umgeben von den Nachbargemeinden Madriat im Norden, Saint-Gervazy im Osten, Apchat im Süden, Ardes im Westen und Südwesten sowie Rentières im Westen und Nordwesten.

## Bevölkerungsentwicklung
| Jahr                       | 1962 | 1968 | 1975 | 1982 | 1990 | 1999 | 2006 | 2013 |
| Einwohner                  | 157  | 130  | 135  | 111  | 111  | 133  | 151  | 146  |
| Quellen: Cassini und INSEE |      |      |      |      |      |      |      |      |

## Sehenswürdigkeiten

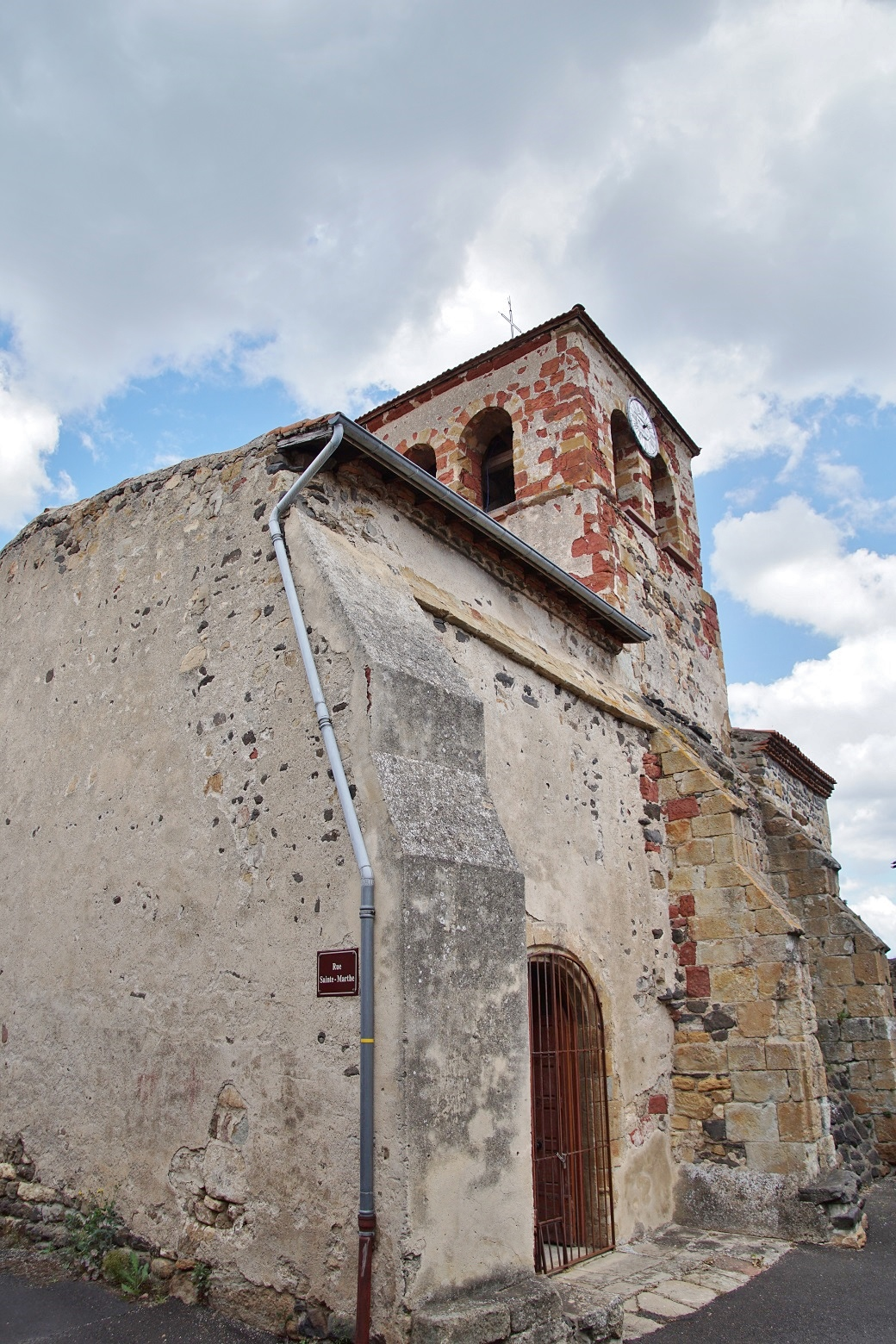
Kirche Sainte-Marthe

- Kirche Sainte-Marthe aus dem 12. Jahrhundert